# Augusto Melo
Augusto Pereira de Melo (Itambé, 28 de janeiro de 1964) é um empresário e dirigente esportivo brasileiro. Foi o 36° presidente da história do Sport Club Corinthians Paulista. Seu mandato foi encerrado devido a um processo de Impeachment.

## Biografia
Augusto nasceu em Itambé, no estado do Paraná. Ainda jovem, mudou-se com sua família para a cidade de São Paulo, onde viveu grande parte de sua vida no distrito de Artur Alvim, na Zona Leste da cidade. Sua trajetória profissional foi dedicada ao setor têxtil, onde atuou como empresário. Além disso, é proprietário de quadras esportivas e estacionamentos.

## Carreira

### Sport Club Corinthians Paulista
Augusto Melo é sócio do Corinthians há 40 anos e desempenhou diversas funções dentro do clube. Entre essas funções, destacam-se a de conselheiro, no qual atuou de 2012 a 2017. Durante a gestão do presidente Roberto de Andrade, assumiu a assessoria das categorias de base do Corinthians. Nesse período, o clube conquistou o Mundial de Clubes Sub-17, a Taça Belo Horizonte de Futebol Júnior, e a Copa do Brasil Sub-17.

### União Agrícola Barbarense Futebol Clube
Além de ser sócio e ter ocupado cargos no Corinthians, Augusto Melo atuou como diretor da Base da União Barbarense entre 2018 e 2019.

### Eleição presidencial do Corinthians em 2018
A eleição presidencial do Corinthians em 2018 ocorreu em 3 de fevereiro daquele ano. Nesse pleito, Augusto Melo candidatou-se ao cargo de 2º vice-presidente, integrando a chapa Corinthians Mais Forte ao lado de Osmar Stábile, que concorreu para o cargo de 1º vice-presidente, e Antonio Roque Citadini, que disputou a presidência do clube. Apesar de seus esforços, foram derrotados pela chapa Renovação e Transparência, que recebeu 1235 votos e conduziu Andrés Sanchez a mais um mandato à frente da presidência do Corinthians. A chapa Corinthians Mais Forte recebeu 803 votos e ocupou a terceira posição, ficando atrás das chapas Pró Corinthians, liderada por Paulo Garcia que recebeu 832 votos, e da vitoriosa Renovação e Transparência.

### Eleição presidencial do Corinthians em 2020
Em 2020, Augusto Melo participou novamente de uma eleição no Corinthians, desta vez como candidato ao cargo de presidente do clube. Junto a seus candidatos a vice-presidente, José Antônio Avenia Neri e Ricardo Fernandes Maritan, formou a chapa Augusto Melo - Presidente Oposição. Na eleição realizada em 28 de novembro de 2020, Augusto Melo conquistou 939 votos, garantindo a segunda posição na disputa presidencial. O candidato vencedor foi Duílio Monteiro Alves, da chapa Preto no Branco, apoiado pela chapa, Renovação e Transparência, que obteve 1081 votos.

### Eleição presidencial do Corinthians em 2023
No ano de 2023, Augusto Melo participou de sua terceira eleição presidencial no Corinthians, sendo candidato a vice-presidente em uma ocasião e a presidente em outros dois pleitos. Nessa eleição, ele integrou a chapa Corinthians Mais Forte, que reuniu as principais figuras da oposição na política corinthiana. Seus candidatos à vice-presidência foram Osmar Stábile e Armando José Terreri Rossi Mendonça. Apoiado dentre as diversas Chapas pela Chapa Valores Corinthians, de Raul Corrêa da Silva .Em 25 de novembro de 2023, durante a eleição realizada na sede do Corinthians, o Parque São Jorge, Augusto Melo foi eleito presidente do clube com 2771 votos, cerca de 66% do associado.
Ele superou o empresário André Luiz Oliveira, popularmente conhecido como André Negão, que era o candidato representante da chapa Renovação e Transparência, que obteve apenas 1413 votos, cerca de 34% do associado. Augusto Melo foi eleito como representante da oposição, marcando o término de sucessivas gestões do grupo Renovação e Transparência, desde 2007.

### Presidente do Corinthians (2024–2025)

#### 2023
As atividades de transição de gestão começaram em 27 de novembro de 2023, quando o então presidente Duílio Monteiro Alves e o presidente eleito Augusto Melo conduziram uma reunião nas instalações do Parque São Jorge. Em 30 de novembro de 2023, as atividades de transição continuaram com o presidente Duílio Monteiro Alves e o presidente eleito Augusto Melo reunindo-se no CT Joaquim Grava com o então treinador do Corinthians, Mano Menezes, para discutir e iniciar o planejamento da temporada de 2024.

#### 2024
Em 2 de janeiro de 2024, Augusto Melo assumiu como o 36º. Presidente do Sport Club Corinthians Paulista em uma cerimônia realizada no Parque São Jorge. Durante sua posse, Augusto revelou ter contratado a empresa Ernst & Young para realizar uma auditoria em todas as finanças e contratos do clube. Além disso, em sua posse, Augusto Melo anunciou três reforços para o Corinthians na temporada de 2024: o meia argentino Rodrigo Garro, o lateral-esquerdo equatoriano Diego Palacios e o volante Raniele.
No dia 7 de janeiro de 2024, foi anunciado o acordo de patrocínio máster entre o Corinthians e a casa de apostas "VaideBet", um dos principais sites de apostas do país. O contrato tem duração de três anos, totalizando o valor de 370 milhões de reais, com uma parcela mensal de 10 milhões de reais e um adicional de 10 milhões de reais referentes a luvas. Em 18 de janeiro de 2024, foi divulgado um acordo entre o Corinthians e a empresa "Brax" para a utilização das placas de publicidade no campo da Neo Química Arena. O contrato foi formalizado no montante de 240 milhões de reais, com vigência de cinco anos, representando um investimento anual de 48 milhões de reais.
O Corinthians deu início à pré-temporada de 2024 em 7 de janeiro do mesmo ano, quando o elenco do futebol masculino profissional se reapresentou no CT Joaquim Grava, iniciando as atividades de preparação para a temporada. Antes do início das atividades, o presidente Augusto Melo e o diretor de futebol Rubens Gomes reuniram-se com os atletas e a equipe técnica para, juntamente com o treinador Mano Menezes, discutirem sobre a temporada de 2024 e estabelecerem os objetivos a serem alcançados pelo Corinthians.
O Corinthians fez sua estreia na temporada de 2024 em 21 de janeiro do mesmo ano, conquistando uma vitória por 1x0 contra a equipe do Guarani. A partida foi disputada na Neo Química Arena e fazia parte da primeira rodada do Campeonato Paulista 2024. No dia 25 de janeiro de 2024, o Corinthians foi campeão da Copa São Paulo de Futebol Júnior 2024. Nas quatro rodadas subsequentes do Campeonato Paulista 2024, o Corinthians enfrentou uma sequência de quatro derrotas seguidas. Os resultados foram os seguintes: uma derrota por 1x0 fora de casa para a equipe do Ituano, outra derrota por 1x0 fora de casa para a equipe do São Bernardo, seguida por uma derrota por 2x1 para o São Paulo na Neo Química Arena, marcando o fim de um tabu de 10 anos em que o São Paulo não vencia dentro da casa do Corinthians. Por fim, o Corinthians sofreu uma derrota por 3x1 diante da equipe do Novorizontino, também na Neo Química Arena.
Esses resultados colocaram o Corinthians na zona de rebaixamento do Campeonato Paulista 2024 e resultaram na demissão do técnico Mano Menezes e de sua comissão técnica. Em 7 de fevereiro de 2024, o Corinthians, sob a liderança do auxiliar técnico Thiago Kosloski, enfrentou a equipe do Santos na Vila Belmiro, em um confronto válido pela sexta rodada do Campeonato Paulista 2024. O Corinthians sofreu sua quinta derrota consecutiva, perdendo por 1x0 para o Santos. Após esse jogo, o auxiliar técnico Thiago Kosloski também foi demitido. Em 9 de fevereiro de 2024, o presidente anunciou a contratação do treinador português António Oliveira e de sua comissão técnica para assumir o comando do Corinthians. Porém, após quase 6 meses, o treinador foi demitido depois de uma sequência ruim de resultados e o time permanecer a zona de rebaixamento quase o primeiro turno inteiro do Campeonato Brasileiro 2024.
Depois de todos o problemas envolvendo a casa de apostas "VaideBet" que resultou no rompimento do contrato com o clube, em 26 de julho, Augusto anunciou o novo patrocínio master, a casa de apostas Esportes da Sorte, porém o novo contrato com a patrocinadora era inferior comparado com a "VaideBet", sendo um acordado um valor de 309 milhões de reais por três anos, embora esse valor possa ser aumentado caso uma meta fosse atingida.

#### 2025
Em 27 de março de 2025, conquistou seu primeiro título pelo profissional como presidente, o Corinthians foi campeão do Campeonato Paulista 2025 após o empate contra o Palmeiras por 0x0, porém o jogo de ida o Corinthians venceu por 1-0. Em 22 de maio, a Polícia Civil de São Paulo indiciou o presidente do Corinthians, Augusto Melo, e mais três pessoas pelos crimes de furto, lavagem de dinheiro e associação criminosa em contrato com a casa de apostas VaideBet. No dia seguinte, um dia depois do indiciamento por lavagem de dinheiro, Augusto Melo disse durante uma entrevista que é inocente e que não vai renunciar ao cargo no clube.
Em 26 de maio de 2025, foi afastado da presidência do Corinthians, Foram 176 votos pelo "sim" e 57 pelo "não", além de uma abstenção. O pedido de impeachment foi baseado em acusações de irregularidades no contrato de patrocínio com a VaideBet, infração da Lei Geral do Esporte e desrespeito ao estatuto do clube.
Em 30 de maio de 2025, foi marcada a votação dos sócios do Corinthians para decretar o impeachment de Augusto Melo ou a recondução do presidente eleito ao cargo. Foi marcado no dia 9 de agosto, no Parque São Jorge. Em 22 de julho, A Justiça de São Paulo aceitou a denúncia do Ministério Público de São Paulo e tornou réus o presidente afastado, Augusto Melo, além dos ex-dirigentes do Corinthians, Marcelo Mariano e Sérgio Moura e do empresário Alex Cassundé pelos crimes de associação criminosa, lavagem de dinheiro e furto.
Em 9 de agosto de 2025, por 1413 votos favoráveis e 620 contrários, os associados do Corinthians aprovaram o impeachment de Augusto Melo, em assembleia geral extraordinária ocorrida no Parque São Jorge. Com isso, o cartola perde o cargo de presidente em definitivo.

## Títulos como assessor das categorias de base do Corinthians
- Mundial de Clubes Sub-17: 2015
- Taça Belo Horizonte de Futebol Júnior: 2015
- Copa do Brasil Sub-17: 2016

 Título Invicto

## Títulos como presidente do Corinthians
Categorias de base do futebol masculino
- Copa São Paulo de Futebol Júnior: 2024

Profissional
- Campeonato Paulista: 2025

Futebol Feminino
- Campeonato Brasileiro de Futebol Feminino Série A1: 2024
- Copa Libertadores Femenina: 2024
- Supercopa do Brasil: 2024

 Título Invicto